# Quilombo (Santa Catarina)
Pour les articles homonymes, voir Quilombo.
Quilombo est une ville brésilienne située dans la mésorégion Ouest de Santa Catarina, dans l'État de Santa Catarina.

## Géographie
Quilombo se situe par une latitude de 26° 43′ 34″ sud et par une longitude de 52° 43′ 14″ ouest, à une altitude de 425 mètres.
Sa population était de 10 251 habitants au recensement de 2010. La municipalité s'étend sur 279 km2.
Elle fait partie de la microrégion de Chapecó, dans la mésorégion Ouest de Santa Catarina.

## Villes voisines
Quilombo est voisine des municipalités (municípios) suivantes :
- Coronel Freitas
- Entre Rios
- Formosa do Sul
- Jardinópolis
- Marema
- Santiago do Sul
- São Domingos
- União do Oeste